# Ratpenat d'espasa de Marinkelle
El ratpenat d'espasa de Marinkelle (Lonchorhina marinkellei) és una espècie de ratpenat que viu al sud-est de Colòmbia.